# بوجنون (أزغار)
بوجنون هي إحدى مشيخات المملكة المغربية، تتبع جغرافيا لإقليم سيدي سليمان وإداريًا لأزغار. يقدر عدد سكانها بـ 4674 نسمة حسب الإحصاء الرسمي للسكان والسكنى لسنة 2004.